# Schauspielhaus Zürich
Das Schauspielhaus Zürich ist das grösste Theater der Stadt Zürich und im Pfauenkomplex untergebracht, der den Heimplatz der Stadt säumt. Daher wird das Theater auch als Pfauenbühne, Pfauensaal oder Pfauen bezeichnet. Es umfasst 750 Plätze. Im Keller des Gebäudes befindet sich die Studiobühne Kammer für maximal 70 Zuschauer.
Dank jüdischen Emigranten, die an dieser Bühne spielen durften, wurde es ab 1933 und während des Zweiten Weltkriegs zum führenden Haus des deutschsprachigen Theaters.

## Geschichte

### 1901–1932
Das Gebäude am Pfauen wurde 1892 als Volkstheater am Pfauen mit Bayerischem Biergarten und Kegelbahn errichtet und zunächst als Variététheater genutzt. 1901 wurde es vom Direktor des Opernhauses Alfred Reucker angemietet und mit Goethes Die Mitschuldigen als Schauspielhaus eröffnet. Von 1903 bis 1926 wurde das Theater von der privaten Genossenschaft zum Pfauen betrieben.
1926 erwarb Ferdinand Rieser, Zürcher Weingrosshändler und Direktor des Schauspielhauses, das Gebäude und liess es umbauen. 1938 wurde der Theaterbetrieb durch die von der Stadt eigens gegründete Neue Schauspiel AG übernommen, der das Gebäude von Ferdinand Rieser verpachtet wurde. Dem damaligen Stadtpräsidenten Emil Klöti und dem Verleger Emil Oprecht gelang es so, das Theater aus seiner finanziellen Schieflage zu befreien. Als 1952 der Pachtvertrag mit der Witwe Ferdinand Riesers ablief, verweigerten die Zürcher Bürger ihre Zustimmung zum Erwerb des Gebäudes durch die Stadt Zürich zu einem Kaufpreis von drei Millionen Franken. Die Schweizerische Bankgesellschaft war bereit, als Käuferin einzuspringen und mit der Neuen Schauspiel AG einen neuen Pachtvertrag abzuschliessen.

### Emigrantentheater
Die Bemühungen, ein anspruchsvolles Theater in Zürich zu etablieren, waren zunächst wenig erfolgreich; bis 1933 wurde das Schauspielhaus international kaum beachtet. Ab 1933 emigrierten viele deutsche Schauspieler und Regisseure nach Zürich und wurden von Ferdinand Rieser ins Ensemble des Schauspielhauses aufgenommen. Zahlreiche Künstler wie Albert Bassermann, Maria Becker, Ernst Ginsberg, Therese Giehse, Grete Heger, Wolfgang Heinz, Kurt Horwitz, Wolfgang Langhoff, Leopold Lindtberg, Emil Paryla, Leonard Steckel und viele andere spielten zum Teil lange Jahre auf der Pfauenbühne.
Durch diese Schauspieler erlebte das Schauspielhaus seinen Höhepunkt als Emigrantentheater während des Zweiten Weltkriegs. In dieser Zeit standen viele antifaschistische Stücke auf dem Spielplan, unter anderem mehrere Stücke von Bertolt Brecht und von Schweizer Autoren. Zu dieser Zeit war das Zürcher Schauspielhaus die einzige freie Bühne im deutschsprachigen Raum, da in Deutschland und Österreich nur noch regimegenehme Stücke aufgeführt werden durften. Der «Pfauensaal» gilt als bedeutendstes künstlerisches Denkmal aus der Zeit der Geistigen Landesverteidigung. Er ist ein kulturhistorisch und baukünstlerischer Zeitzeuge von nationaler und internationaler Bedeutung.

### Wichtige Uraufführungen
Unter der Leitung von Oskar Wälterlin ab 1938 erlebten zahlreiche Stücke von Bertolt Brecht hier ihre Uraufführung. Gemeinsam mit seinem Chefdramaturgen Kurt Hirschfeld  machte Wälterlin während des Zweiten Weltkrieges die Bühne zum bedeutendsten Aufführungsort des deutschsprachigen Theaters ausserhalb des Machtbereiches der Nazi. Zunehmend zeigte er Werke von durch den Nationalsozialismus verbotener und verfolgter Autoren. Auch die meisten Stücke von Max Frisch und Friedrich Dürrenmatt wurden am Pfauen uraufgeführt.

### 21. Jahrhundert
In den Jahren 2002 und 2003 erlebte das Schauspielhaus unter dem Intendanten und Regisseur Christoph Marthaler eine neue künstlerische Blüte und wurde zweimal in Folge von den Kritikern der Zeitschrift Theater heute zum Theater des Jahres gewählt. Unter Marthaler erlebte das Schauspielhaus allerdings auch einen Rückgang der Abonnentenzahl, was neben weiteren Streitereien zu einem vorzeitigen Abgang seiner Theaterequipe führte. Bis 2009 folgten ihm Andreas Spillmann und Matthias Hartmann.

Innenansichten
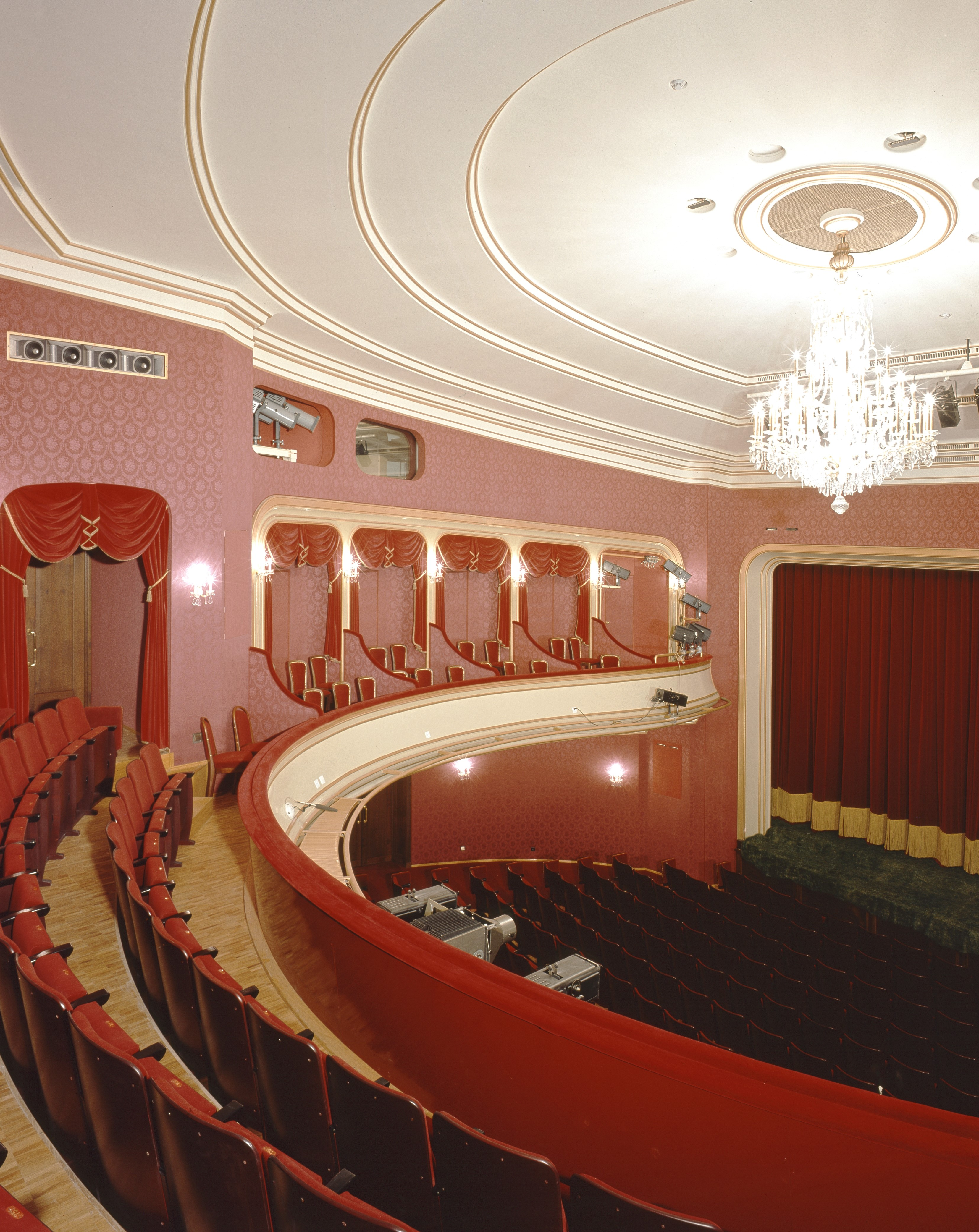
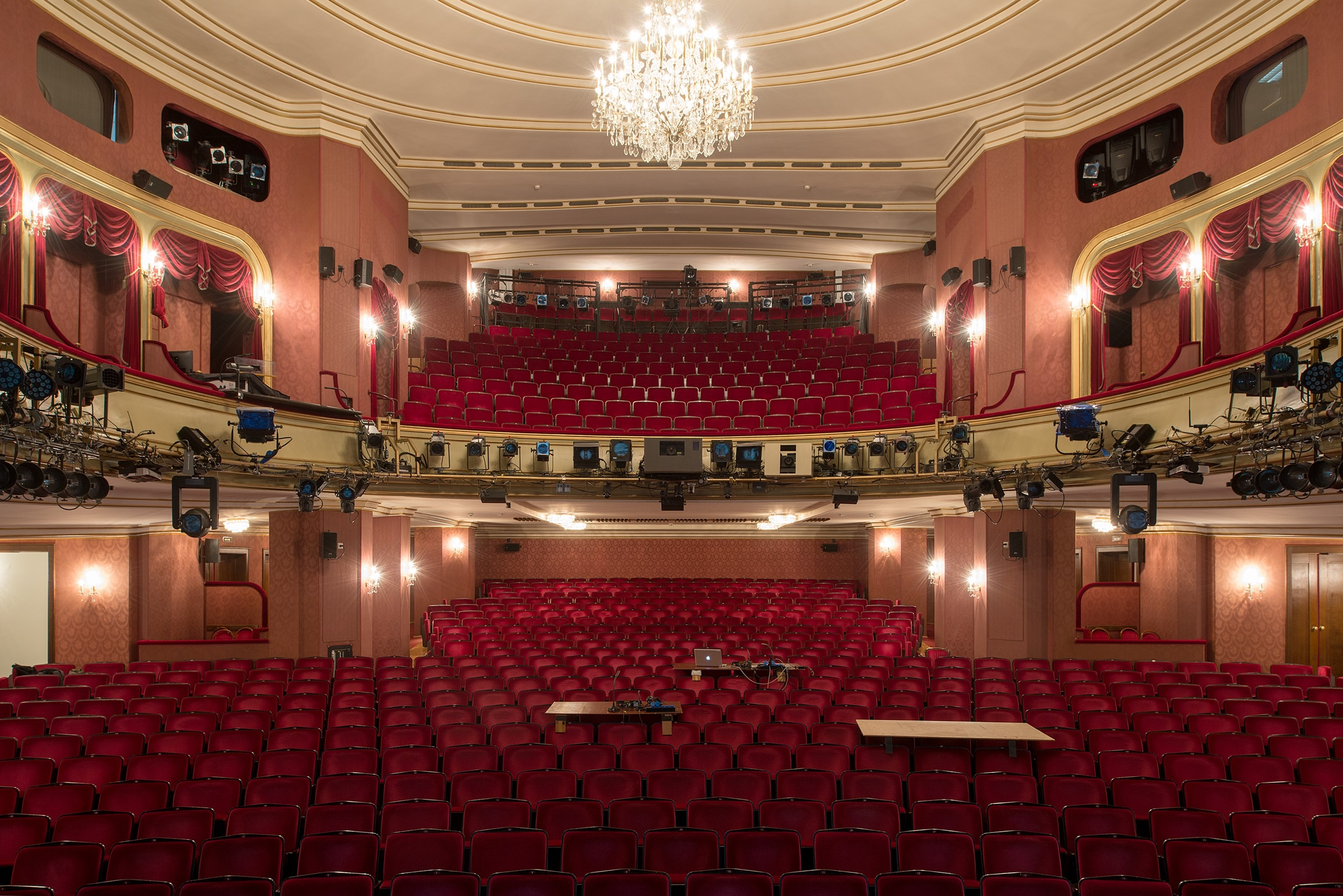
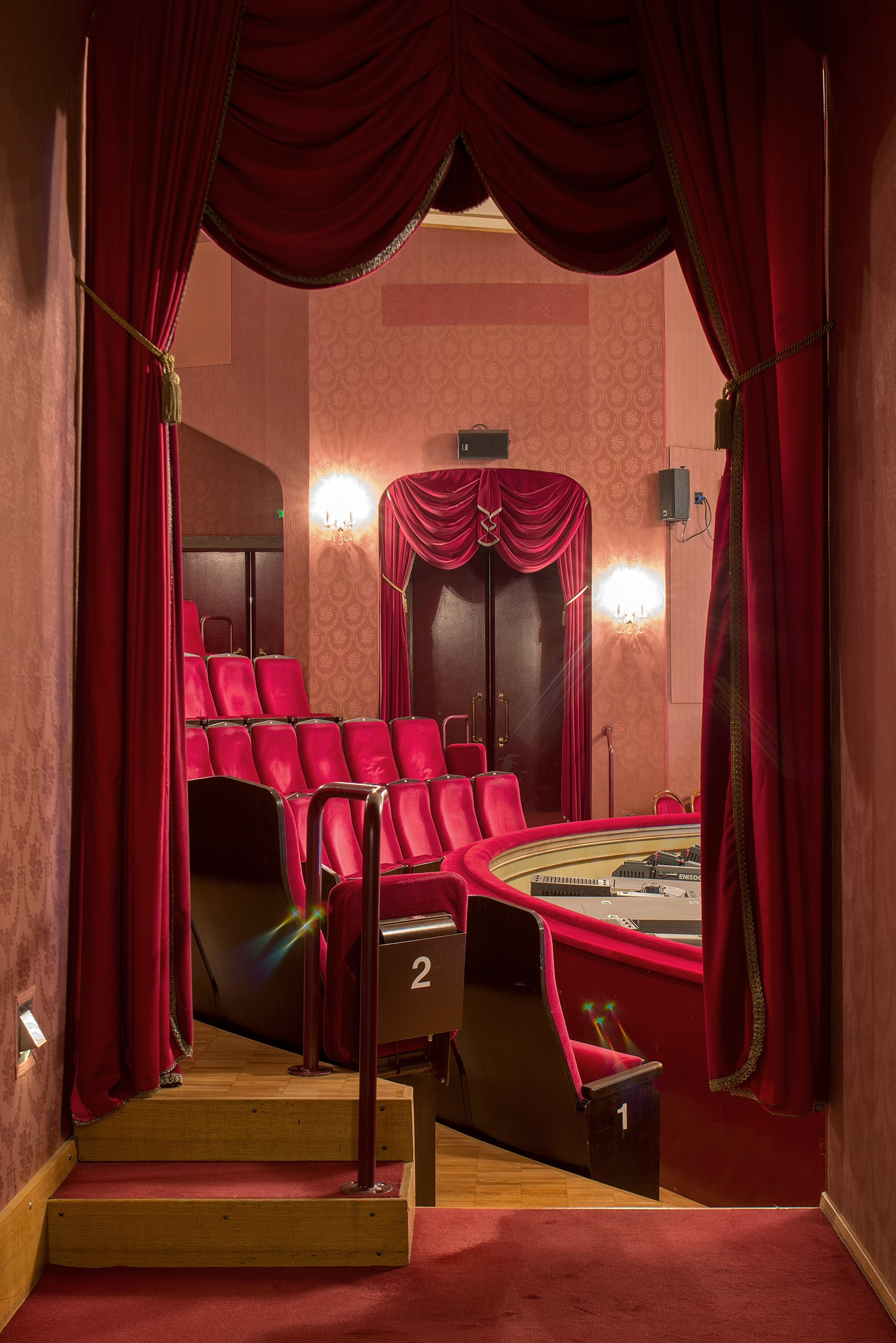

Ab 2009 wurde das Schauspielhaus mit seinen 260 festen Mitarbeitern und einem Ensemble von rund 30 Schauspielern von der Regisseurin Barbara Frey geleitet. Als «roten Faden» für ihr Programm nannte sie zum Amtsantritt «Ausgewogenheit und Vielfalt. Junge und gestandene Regisseure, tolle Klassiker, die als Ensemblestücke funktionieren, und eine Duftmarke mit neuen und dramatisierten Stoffen.» Im Juni 2017 wurde bekannt, dass ab der Saison 2019/2020 der Regisseur Nicolas Stemann und der Dramaturg Benjamin von Blomberg gemeinsam die Intendanz wahrnehmen. Das Schauspielhaus Zürich feierte entsprechend vom 12. bis 15. September 2019 die Eröffnung der neuen Spielzeit unter einer neuen Intendanz, dessen Wechsel sich durch das ganze Haus zog und sich in einer neuen Poster-Gestaltung, im Foyer, in den Stücken und im Ensemble zeigte. Ende 2024 läuft der Vertrag mit den beiden Kointendanten aus.

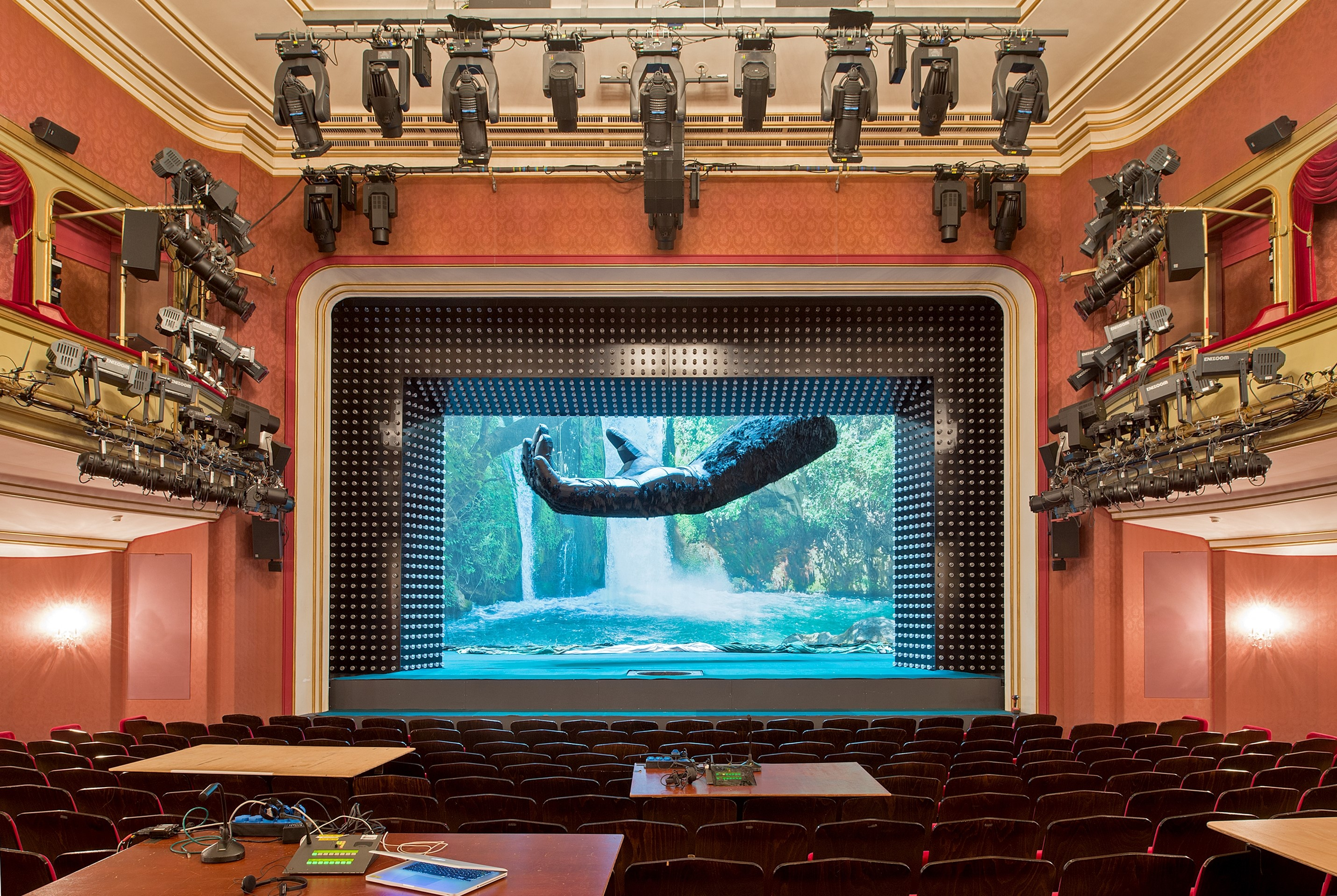
Pfauenbühne

Der Zürcher Gemeinderat entschied sich am 9. März 2022 mit 75 gegen 39 Stimmen für die Sanierung des Pfauensaals mit kleinen Eingriffen anstelle eines Neubaus. Der Verein «Pro Pfauen» hatte sich für die Erhaltung des historischen Theatersaals am Pfauen eingesetzt.
Im Mai 2023 wurde bekanntgegeben, dass Ulrich Khuon in der Saison 2024/25 interimistisch die Intendanz und den Vorsitz der Geschäftsleitung übernehmen wird.
Anfang Dezember 2023 wurde bekanntgegeben, dass ab der Saison 2025/26 für vorerst fünf Jahre Pınar Karabulut und Rafael Sanchez gemeinsam die Intendanz übernehmen werden.

## Architektur
Die Pfauenbühne ist eine Guckkastenbühne. Für den Architekten und Dramatiker Max Frisch bedeutete sie eine zeitlos-gültige Theaterform: Der Guckkasten als bedeutungsvolles, elementares architektonisches Element löse die Dinge aus ihrer alltäglichen Umgebung heraus, stelle sie ausserhalb der Zeit und gebe ihnen die Bedeutung von Sinnbildern.

## Schiffbau

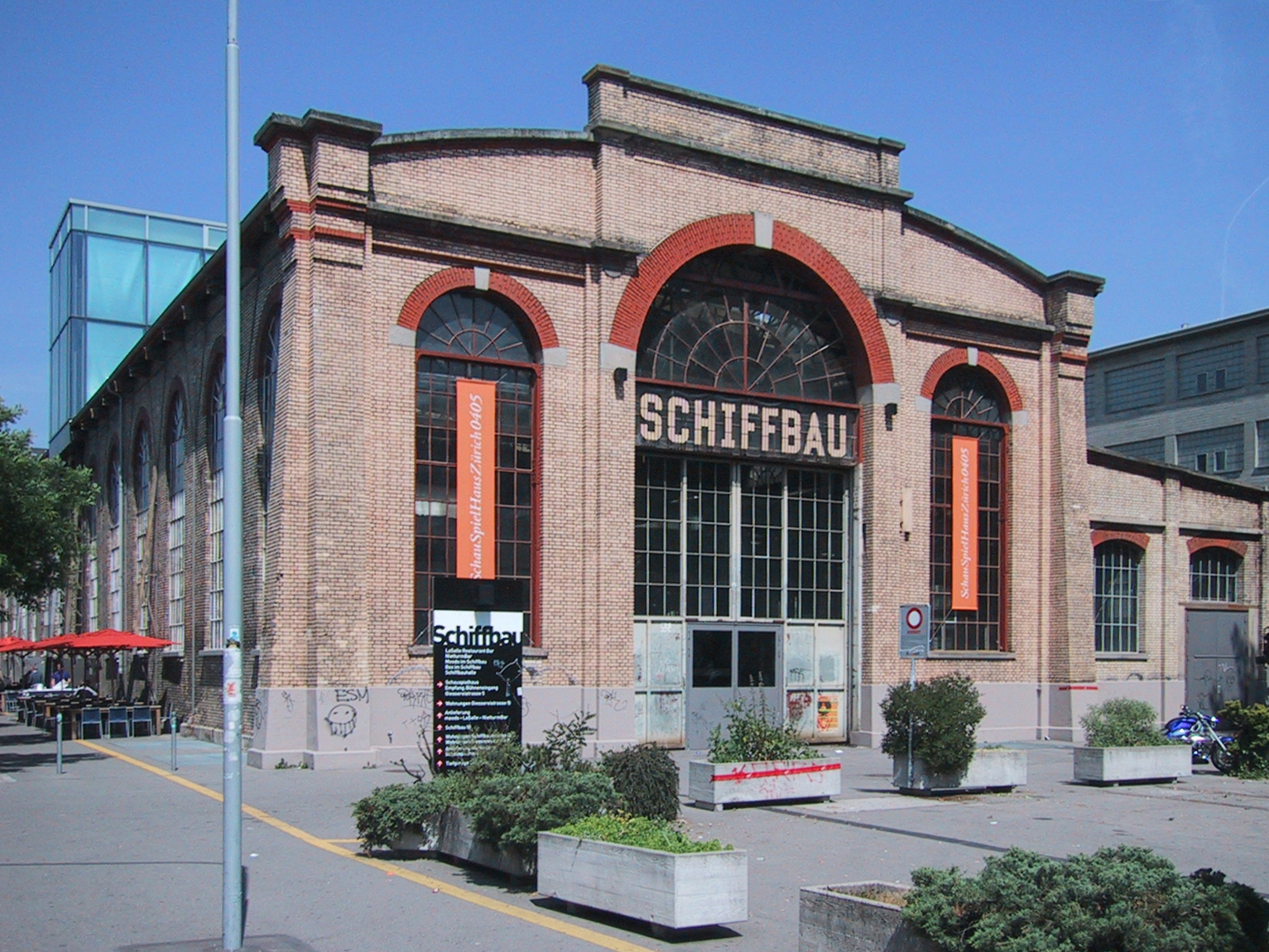
Der Schiffbau

Neben dem Schauspielhaus am Pfauen betreibt das Theater auch drei Bühnen im Schiffbau, der ehemaligen Kesselschmiede der Escher Wyss AG in Zürich-West an der Schiffbaustrasse 4: die Schiffbau/Halle (etwa 400 Plätze), die Schiffbau/Box (bis zu 200 Plätzen) und die vom Jungen Schauspielhaus genutzte Schiffbau/Matchbox (etwa 80 Plätze). Der Schiffbau wurde im September 2000 mit dem Stück Hotel Angst von Christoph Marthaler eröffnet. Im Schiffbau befinden sich zudem ein Restaurant sowie der Jazzclub «Moods». Im Inneren des Schiffbaus sind die Probebühnen, Werkstätten und technischen Büros des Schauspielhauses untergebracht.

Die Nebenbühne Schiffbau
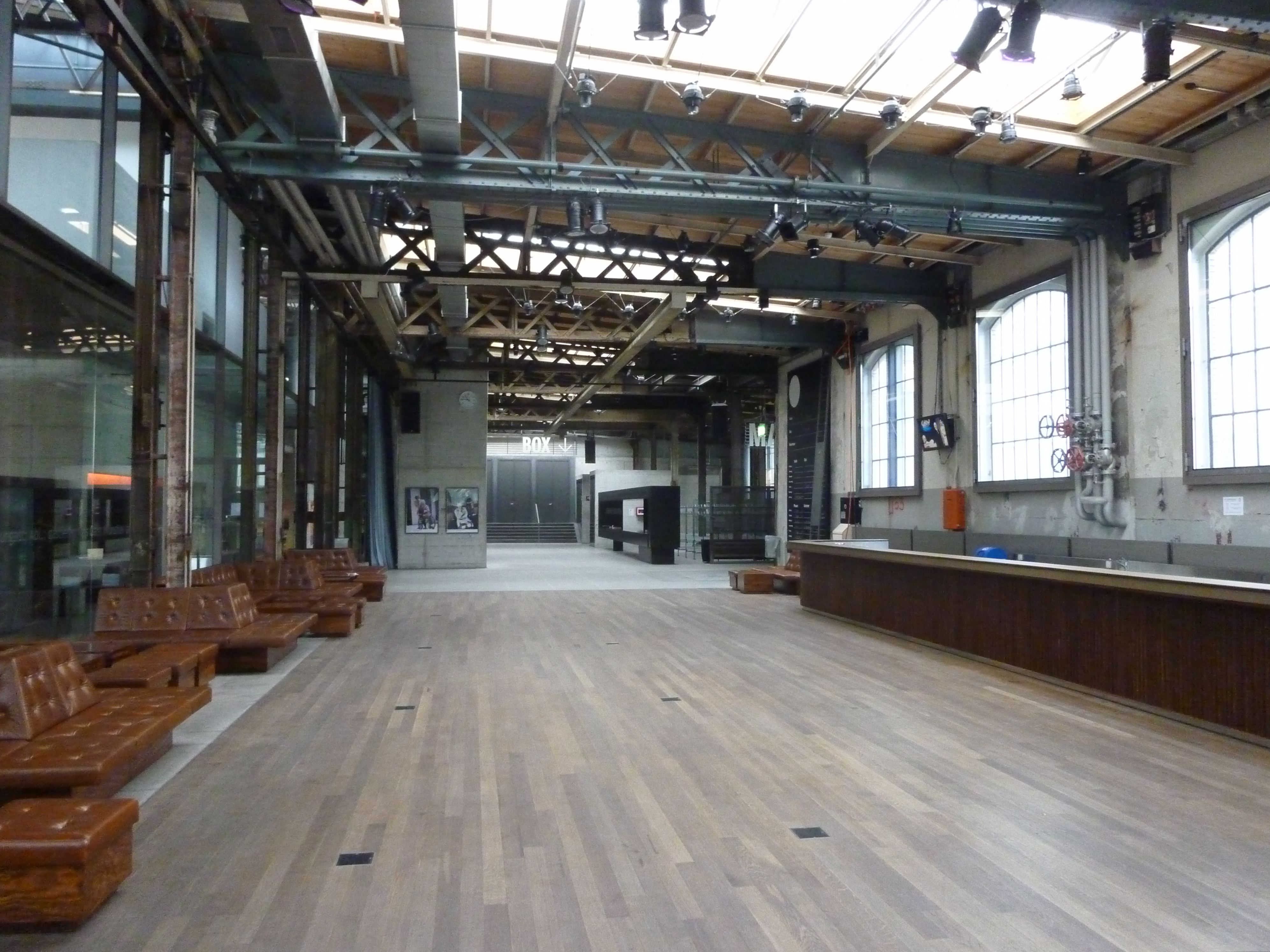
Foyer
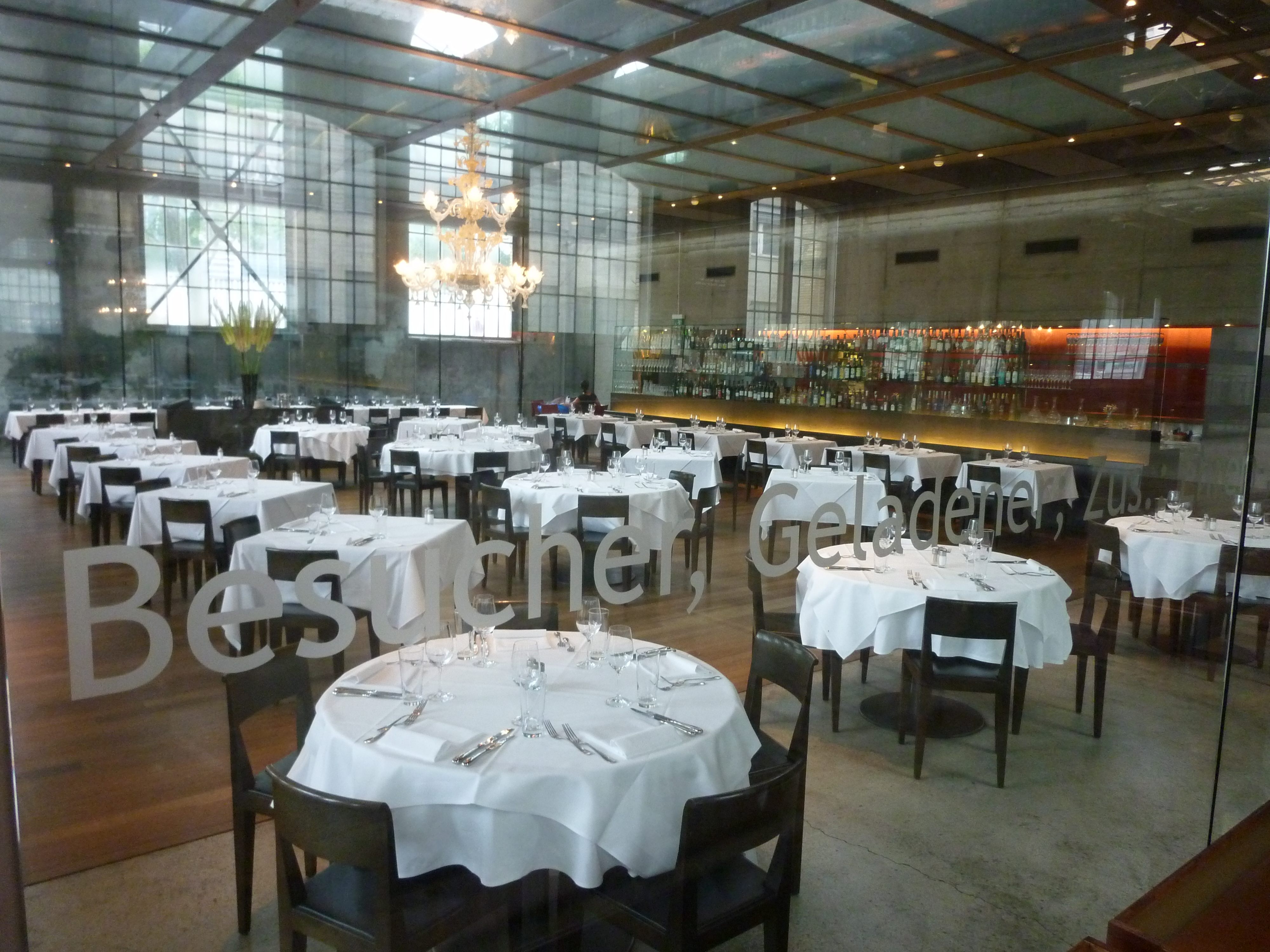
Restaurant «LaSalle»
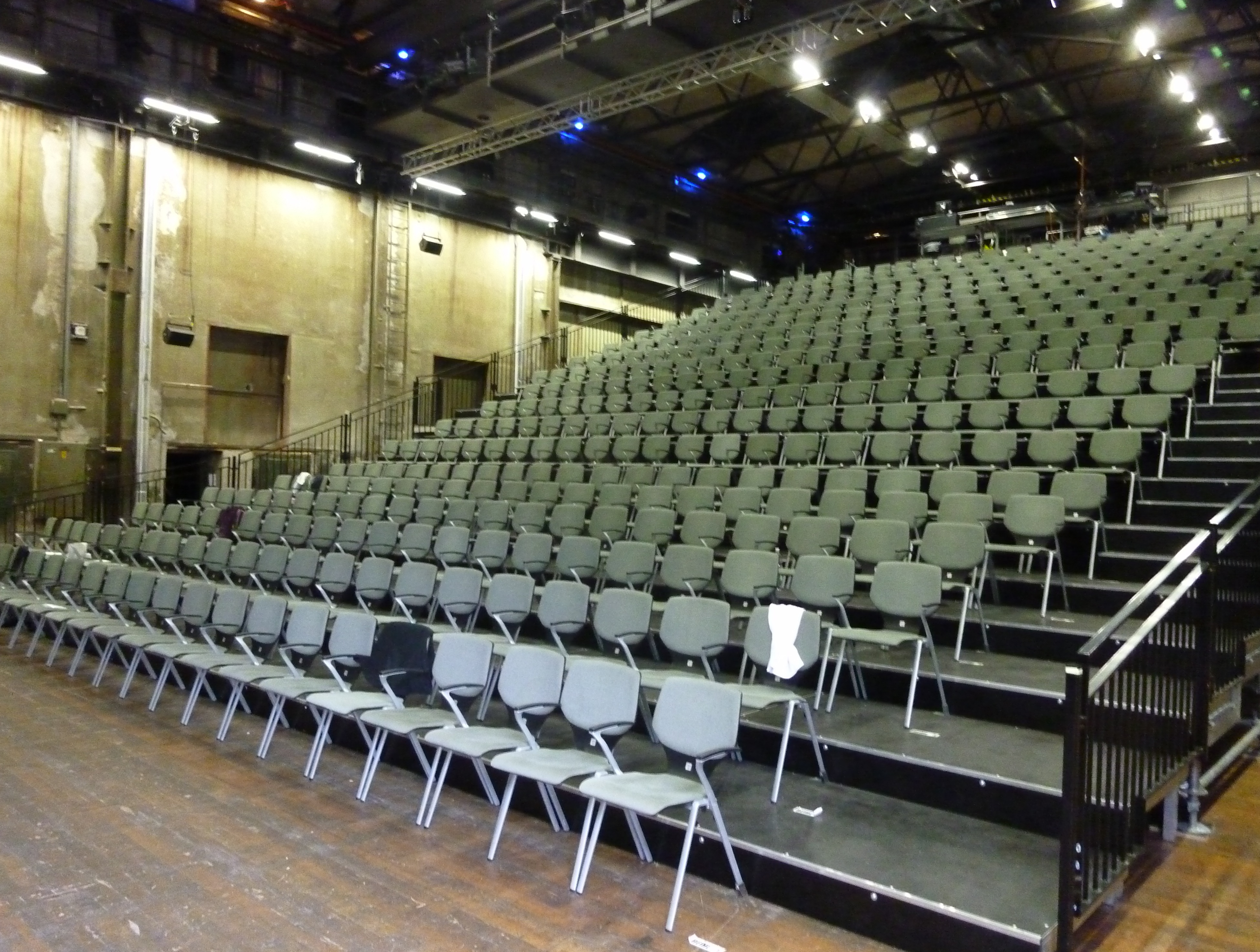
Zuschauertribüne

## Direktoren
- 1929–1938: Ferdinand Rieser[2]
- 1938–1961: Oskar Wälterlin
- 1961–1964: Kurt Hirschfeld
- 1965–1968: Leopold Lindtberg
- 1968–1969: Teo Otto, Erwin Parker, Otto Weissert
- 1969–1970: Peter Löffler
- 1970–1977: Harry Buckwitz
- 1978–1982: Gerhard Klingenberg
- 1982–1989: Gerd Heinz
- 1989–1992: Achim Benning
- 1992–1999: Gerd Leo Kuck
- 1999–2000: Reinhard Palm
- 2000–2004: Christoph Marthaler
- 2004–2005: Andreas Spillmann
- 2005–2009: Matthias Hartmann
- 2009–2019: Barbara Frey
- 2019–2024: Nicolas Stemann und Benjamin von Blomberg[13]
- 2024–2025: Ulrich Khuon
- Ab 2025: Pınar Karabulut und Rafael Sanchez, vorgesehene Co-Intendanz

## Uraufführungen

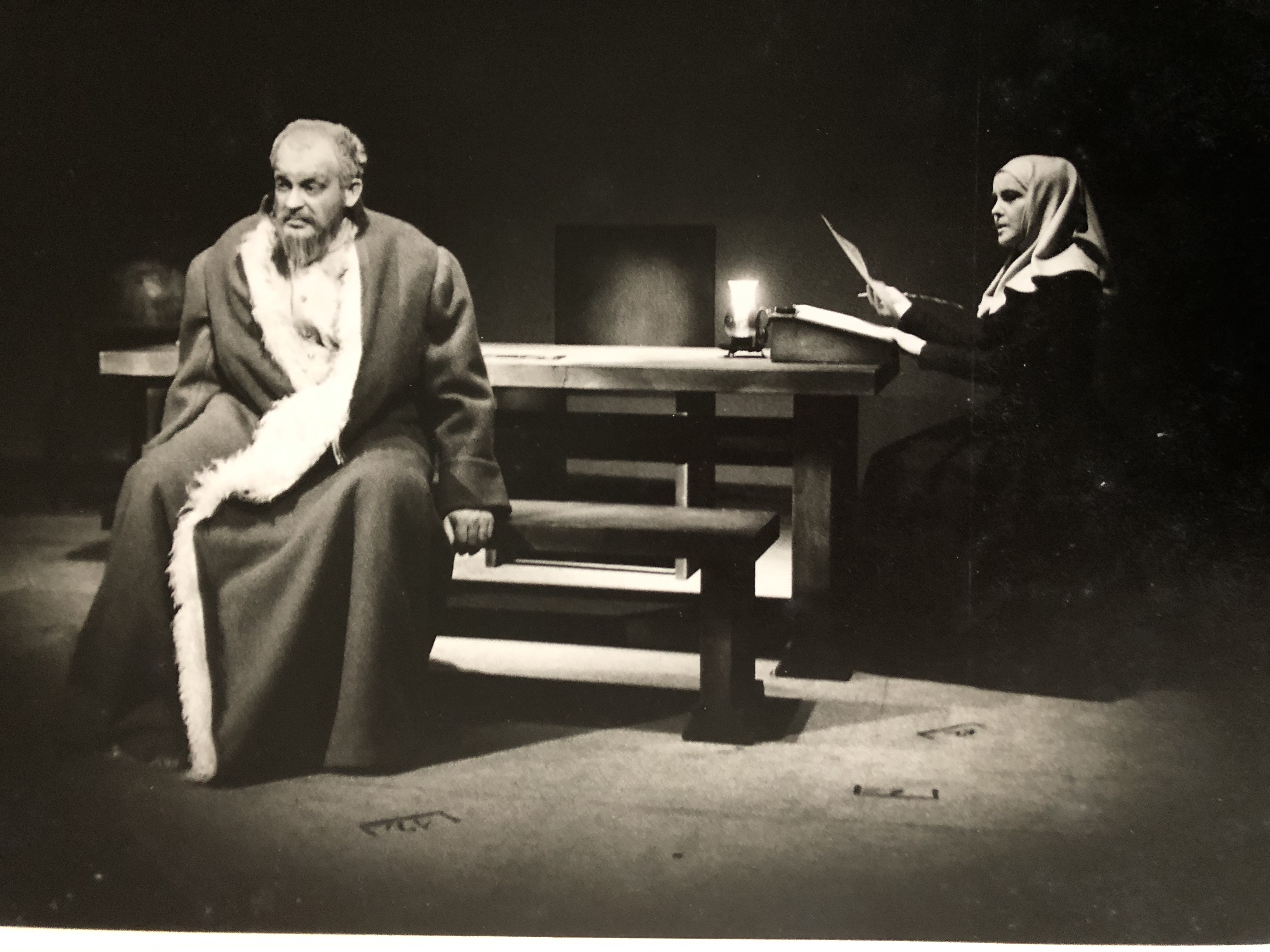
Szenenbild aus dem Leben des Galilei von Bertolt Brecht, Foto: Fred Erismann, 1943

Premierenfeier zu Frank der Fünfte, Therese Giehse, Friedrich Dürrenmatt, Maria Becker, im Hintergrund: Peter Schifferli, Foto: Comet Photo, ETH-Bibliothek, 19. März 1959

Max Frisch und Regisseur Kurt Hirschfeld bei den Proben zur Uraufführung des Stücks Andorra, Foto: Comet Photo, Bildarchiv der ETH-Bibliothek Zürich, 1961

Max Frisch im Gespräch mit dem Bühnenbildner Teo Otto bei den Proben zur Uraufführung des Stücks Andorra, Foto: Comet Photo, Bildarchiv der ETH Zürich, 1961

Wolfgang Reichmann als Professor Schlatter, Chirurg, und Friedrich Dürrenmatt, Uraufführung Der Meteor, Foto: Comet Photo, Bildarchiv der ETH-Bibliothek Zürich, zwischen 1966 und 1967

Regisseur Leopold Lindtberg mit Ullrich Haupt und Peter Frankenfeld, Hauptproben zur Uraufführung des Stücks Biografie: Ein Spiel von Max Frisch, Schauspielhaus Zürich, Foto: Josef Schmid, Comet Photo, Bildarchiv der ETH-Bibliothek, Zürich, 1968

- Frank Wedekind: Der Liebestrank (28. September 1900)
- Frank Wedekind: Schloss Wetterstein (15. November 1917)
- Hermann Broch: «…denn sie wissen nicht, was sie tun» (15. März 1934)
- Ödön von Horváth: Hin und Her (13. Dezember 1934)
- Jürg Amstein nach der Vorlage von Emil Sautter: Der schwarze Hecht (1. April 1939)
- Rudolf Bolo Maeglin: Gilberte de Courgenay (24. August 1939)
- Bertolt Brecht: Mutter Courage und ihre Kinder (10. April 1941)
- Bertolt Brecht: Der gute Mensch von Sezuan (4. Februar 1943)
- Bertolt Brecht: Leben des Galilei (Erstfassung, 9. September 1943)
- Max Frisch: Nun singen sie wieder (29. März 1945)
- Max Frisch: Santa Cruz (7. März 1946)
- Max Frisch: Die Chinesische Mauer (10. Oktober 1946)
- Carl Zuckmayer: Des Teufels General (14. Dezember 1946)
- Friedrich Dürrenmatt: Es steht geschrieben (19. April 1947)
- Bertolt Brecht: Herr Puntila und sein Knecht Matti (5. Juni 1948)
- Max Frisch: Als der Krieg zu Ende war (8. Januar 1949)
- Max Frisch: Graf Öderland (10. Februar 1951)
- Walter Lesch, Werner Wollenberger, Max Rüeger (Libretto): Die kleine Niederdorfoper (31. Dezember 1951)
- Max Frisch: Don Juan oder Die Liebe zur Geometrie (5. Mai 1953, auch am Schiller-Theater Berlin)
- Friedrich Dürrenmatt: Der Besuch der alten Dame (29. Januar 1956)
- Georges Schehadé: Histoire de Vasco (15. Oktober 1956)
- Max Frisch: Biedermann und die Brandstifter (29. März 1958)
- Max Frisch: Die große Wut des Philipp Hotz (29. März 1958)
- Friedrich Dürrenmatt: Frank der Fünfte (19. März 1959)
- Max Frisch: Andorra (2. November 1961)
- Friedrich Dürrenmatt: Die Physiker (21. Februar 1962)
- Friedrich Dürrenmatt: Herkules und der Stall des Augias (20. März 1963)
- Friedrich Dürrenmatt: Der Meteor (20. Januar 1966)
- Friedrich Dürrenmatt: Die Wiedertäufer (16. März 1967)
- Max Frisch: Biografie: Ein Spiel (1. Februar 1968)
- Bertolt Brecht: Turandot oder der Kongreß der Weißwäscher (5. Februar 1969)
- Hansjörg Schneider: Sennentuntschi (14. Januar 1972)
- Friedrich Dürrenmatt: Der Mitmacher (8. März 1973)
- Herbert Meier: Stauffer-Bern (16. November 1974)
- Friedrich Dürrenmatt: Die Frist (6. Oktober 1977, im Corso-Theater)
- Thomas Hürlimann: Grossvater und Halbbruder (15. Oktober 1981)
- Friedrich Dürrenmatt: Achterloo (6. Oktober 1983)
- Thomas Brasch: Mercedes (4. November 1983)
- Václav Havel: Asanace (26. September 1989)
- Max Frisch: Jonas und sein Veteran (19. Oktober 1989)
- Gerhart Hauptmann: Christiane Lawrenz (1990)
- Thomas Hürlimann: Der Gesandte (14. Mai 1991)
- Botho Strauß: Der Kuss des Vergessens (28. November 1998)
- Thomas Hürlimann: Synchron (30. April 2002)
- Sabine Wen-Ching Wang, Gebrüder Presnjakow (Oleg und Wladimir), Enda Walsh, Milena Marković, Henry Adam, Rebecca Prichard: Zwanzig Minuten (international) Neue Stücke für das Schauspielhaus Zürich (12. November 2004 – 22. April 2005)
- Botho Strauß: Nach der Liebe beginnt ihre Geschichte (16. September 2005)
- Igor Bauersima: Lucie de Beaune (2005)
- Rimini Protokoll: Blaiberg & sweetheart19 (2006)
- Yasmina Reza: Der Gott des Gemetzels (2. Dezember 2006)
- Lukas Bärfuss: Malaga (9. Mai 2010)
- Martin Suter, Stephan Eicher: Geri (11. Dezember 2011)
- Edgar Allan Poe: A Dream Within a Dream (18. Dezember 2011)
- René Pollesch: Fahrende Frauen (14. Mai 2011)
- Lukas Bärfuss: Zwanzigtausend Seiten (2. Februar 2012)
- René Pollesch: Macht es für euch! (19. Dezember 2012)
- Anna Papst: Die Gottesanbeterin (11. März 2013)
- Michail Schischkin, Händl Klaus, Lukas Bärfuss: Arm und Reich – Drei neue Stücke (4. Mai 2013)
- Hans Neuenfels: Richard Wagner – Wie ich Welt wurde (14. Juni 2013)
- René Pollesch: Herein! Herein! Ich atme euch ein! (11. Januar 2014)
- Elfriede Jelinek: Über Tiere (22. Februar 2014)
- Ruedi Häusermann: Robert Walser (15. März 2014)
- Alvis Hermanis: Die schönsten Sterbeszenen in der Geschichte der Oper (25. September 2014)
- Kornél Mundruczó: Hotel Lucky Hole (16. November 2014)
- Dani Levy: Schweizer Schönheit (20. Februar 2015)
- René Pollesch: Love/No Love (9. Mai 2015)
- Sebastian Kreyer: Der neue Himmel (11. September 2015)
- Ruedi Häusermann: piano forte (13. Januar 2016)
- Barbara Frey: Nachtstück (4. März 2016)
- René Pollesch: Bühne frei für Mick Levčik! (1. April 2016)
- Herbert Fritsch: Wer hat Angst vor Hugo Wolf? (23. April 2016)
- Elfriede Jelinek: Sonne, los jetzt! (15. Dezember 2022)
- Kim de l’Horizon: Blutstück, nach dem Roman Blutbuch (22. Februar 2024)[14]
- Dea Loher: Frau Yamamoto ist noch da (12. September 2024)[15]
- Lukas Bärfuss: Sex mit Ted Cruz! (18. Mai 2025)

2002, 2004 und 2007 wurden Die schöne Müllerin, Elementarteilchen und Der Gott des Gemetzels mit dem Nestroy-Theaterpreis als Beste deutschsprachige Aufführung ausgezeichnet. 2001 war das Schauspielhaus für einen Nestroy nominiert.